# ديريك خانا
ديريك خانا (بالإنجليزية: Derek Khanna)‏ هو صحفي أمريكي، ولد في 1988.